# NGC 2212
NGC 2212 (другие обозначения — ESO 556-14, MCG -3-16-22, PGC 18796) — линзовидная галактика в созвездии Большго Пса. Открыта Фрэнком Ливенвортом в 1885 году. Галактика образует пару с NGC 2211, имеет сравнительно голубой цвет, её изофоты искривлены.
Этот объект входит в число перечисленных в оригинальной редакции «Нового общего каталога».